# 宮路悠良
宮路 悠良（みやじ ゆら、1999年8月2日 - ）は、東京都荒川区出身のプロ野球選手（投手）。右投左打。くふうハヤテベンチャーズ静岡所属。

## 経歴
荒川区立尾久第六小学校で1年生の時に荒川コンドルで軟式野球を始めた。駿台学園中学校では軟式野球部に所属し投手兼中堅手で起用された。
東海大学付属高輪高等高校では1年夏の予選からベンチ入りした。3回戦では1年生ながら先発を任された。翌2年秋から主戦投手となる。学校として最高成績タイとなる準優勝した3年夏の予選では計21回を投げ3失点と力投した。高校3年生時の最速は145k/mであった。
東海大学健康学部に進学し、野球部では2年秋の神宮大会でデビューした。首都大学野球連盟リーグ通算6試合で0勝2敗、7.2回、防御率5.87を記録した。大学時代の最高記録は151k/mであった。2学年上に海野隆司、1学年上に山﨑伊織がいた。
ミキハウスでは1年目から公式戦に出場するが、都市対抗野球大会、社会人野球日本選手権大会には2年間で出場はなかった。2022年度は椎葉剛と同僚であった。
その椎葉を追う形で2023年11月に四国アイランドリーグplusの徳島インディゴソックスのトライアウトを受けて特別合格し、入団した。
1年目の2024年は後期から救援を任され、18試合で計26.1回に登板し、1勝0敗、リーグ2位となる6S、防御率1.71の成績で、球速154k/mを記録した。しかし同年のNPBドラフト会議での指名はなく、10月25日に自由契約での退団が発表された。
その後、前年よりウエスタン・リーグに参入したくふうハヤテベンチャーズ静岡のトライアウトに参加し、2024年12月16日に入団が発表された。背番号は17。

## 選手としての特徴
高校3年生当時は「現時点での能力はプロのレベルに達していない」「プレーヤータイプは中田廉」と評された。
徳島時代には、平均球速147.7km/h、ストレートでの空振り奪取率は11.8%という結果を残している。

## 詳細情報

### 独立リーグでの投手成績
出典はリーグのデータサイト。
| 年 度     | 球 団     | 登 板 | 先 発 | 完 投 | 完 封 | 無 四 球 | 勝 利 | 敗 戦 | セ 丨 ブ | ホ 丨 ル ド | 勝 率 | 打 者 | 投 球 回 | 被 安 打 | 被 本 塁 打 | 与 四 球 | 敬 遠 | 与 死 球 | 奪 三 振 | 暴 投 | ボ 丨 ク | 失 点 | 自 責 点 | 防 御 率 | W H I P |
| --------- | --------- | ----- | ----- | ----- | ----- | -------- | ----- | ----- | -------- | ----------- | ----- | ----- | -------- | -------- | ----------- | -------- | ----- | -------- | -------- | ----- | -------- | ----- | -------- | -------- | ------- |
| 2024      | 徳島      | 18    | 0     | 0     | 0     | 0        | 1     | 0     | 6        | 1           | 1.000 | 104   | 26.1     | 15       | 1           | 8        | -     | 3        | 31       | 2     | 0        | 5     | 5        | 1.71     | 0.87    |
| 通算：1年 | 通算：1年 | 18    | 0     | 0     | 0     | 0        | 1     | 0     | 6        | 1           | 1.000 | 104   | 26.1     | 15       | 1           | 8        | -     | 3        | 31       | 2     | 0        | 5     | 5        | 1.71     | 0.87    |

### 背番号
- 15（2024年）
- 17（2025年[9] - ）